# Vaulry
Vaulry é uma comuna francesa na região administrativa da Nova Aquitânia, no departamento de Alto Vienne. Estende-se por uma área de 16,03 km². Em 2010 a comuna tinha 417 habitantes (densidade: 26 hab./km²).